# Kabupaten de Bima
Pour les articles homonymes, voir Bima (homonymie).
Le kabupaten de Bima, en indonésien Kabupaten Bima, est un kabupaten de la province des petites îles de la Sonde occidentales en Indonésie.

## Géographie
Il est composé de la partie orientale de Sumbawa et des îles de Sangeang, de Banta et de Kelapa. Il enclave la ville de Bima.

## Divisions administratives
Il est divisé en 18 kecamatans :
- Monta
- Parado
- Bolo
- Mada Pangga
- Woha
- Belo
- Palibelo
- Wawo
- Langgudu
- Lambitu
- Sape
- Lambu
- Wera
- Ambalawi
- Donggo
- Soromandi
- Sanggar
- Tambora